# Maître (arts martiaux)
Pour les articles homonymes, voir Maître.
Le titre grand maître ou maître désigne un pratiquant très âgé ou expérimenté dans les arts martiaux.